# Archaeognatha
Bristletails (Archaeognatha) припадају реду малих инсеката без крила. Ова врста је најмање еволуирала. Потичу из периода Девона (пре oко 390. милиона година (сазнаје се из фосила)). Име потиче од грчке речи "archeo" што значи древна и "gnatha" што значи вилица. Алтернативно име Microcoryphia потиче од грчке речи "micro" што значи мала и "coryphia" што значи глава.
Постоји око 350 врста које су подељене у две групе и налазе се по целом свету. Ниједна врста није угрожена.

## Опис
Archaeognathа су мали инсекти са издуженим телима која су савијена у облик лука и имају три дуга репа. Средњи реп је најдужи. Имају флексибилне антене, велике очи које су састављене од више мањих окаца(имају мозаичан вид)и три проста ока. Њихова уста су увучена. Чине их једноставне мандибуле за жвакање и дуги горњи палпи које имају функцију чула укуса али и као мушки полни орган.
Archaeognatha се разликује од Thysanura по томе што може да користи свој реп да скочи чак и до 30cm у вис. Необична карактеристика је то да се трбушни стернитес састоји од три сцлерите. Оне се приликом пресвлачења причврсте на подлогу. Попут Thysanura, тело им је прекривено плочицама са танким егзоскелетом који је подложна дехидратацији.

## Станиште
Archaeognaths имају широк спектар станишта, могу се наћи чак и на Арктику у шупљинама камења. Могу се прилагодити различитим условима. Већина се налази на влажном земљишту, негде се могу наћи и у пешчаним пустињама. Примарно се хране алгама, али и маховином и трулим органским материјама.

## Размножавање
Током удварања, мужјаци окрећу нит са својих стомака и причвршћују је за подлогу. Затим избацују пакетиће сперматозоида на подлогу. Женка их након удварања узима и ставља у полну шупљину(вагину). Потом женка полаже тридесетак јаја у шупљину на подлози и затрпава их. Младунци Archaeognathа су исте величине као и одрасле јединке. Полну зрелост достижу тек са две године. Archaeognathа живе око четири године, много више него неки већи инсекти.